# Anna Maria Achenrainer
Anna Maria Achenrainer (Pfunds, 5 juillet 1909 - Innsbruck, 14 janvier 1972) est une écrivaine autrichienne.

## Biographie
Après la mort de son père, tué pendant la Première Guerre mondiale, elle est emmenée vers un orphelinat. En 1926, elle entre à l'institut de formation des enseignants à Innsbruck et commence à publier, à partir de 1929, ses premiers poèmes dans le magazine Tiroler Volksboten.
Elle est l'une des fondatrices de l'association littéraire Turmbund, destinée à la promotion des talents littéraires.
Elle reçoit en 1950 le Grand Prix d'État autrichien pour  Appassionata, son premier recueil de poésie. De 1969 à 1972, elle travaille dans le milieu de l'édition, tout en poursuivant son œuvre.
Elle devient membre de l'Ordre du Mérite de l'État du Tyrol en 1970.
Elle meurt en 1972 et repose au cimetière de Mühlau, Innsbruck.

## Œuvre
- Appassionata. Gedichte. Inn, Innsbruck, 1950
- Der zwölfblättrige Lotos. Gedichte. Egger, Imst, 1957
- Der grüne Kristall. Gedichte. Mit Linolschnitten von Margarethe Krieger. S. Gideon, Gießen, 1960
- Die Windrose. Gedichte. Rohrer, Vienne et Innsbruck, 1962
- Das geflügelte Licht. Gedichte. Mit Rohrfederzeichnungen von Rudolf Kreuzer. Wagner, Innsbruck, 1963
- Frauenbildnisse aus Tirol. 21 Biographien. Wagner, Innsbruck, 1964
- Horizonte der Hoffnung. Gedichte. Eingeleitet und ausgewählt von Franz Hölbing. Stiasny, Graz, 1966
- Lob des Dunkels und des Lichts. Gedichte. ÖVA, Vienne, 1968
- Zeit der Sonnenuhren. Ein Jahrbuch. Karlsruher Bote, Karlsruhe, 1969
- Antonia van Mer. Erzählung. ÖVA, Vienne, 1972

## Prix
- 1950 : Grand Prix d'État autrichien  (Großer Österreichischer Staatspreis ) pour Appassionata
- 1970 : Ordre du Mérite de l'État du Tyrol (Verdienstkreuz des Landes Tirol)